# Luzula purpureosplendens
Luzula purpureosplendens Seub., 1844, conhecida pelo nome comum de saragaço, é uma espécie pertencente à família Juncaceae, endémica do arquipélago dos Açores, onde aparece em todas as ilhas, à exceção de Santa Maria e Graciosa.

## Descrição
Planta graminoide com caules até 60 cm de altura, com folhas basais opostas e ciliadas. As flores são de cor castanho-purpúreas, em panículas pendentes.
Ocorre em zonas húmidas, entre os 500 e 1000 m de altitude, em geral em prados de altitude ou em clareiras da floresta nativa. Por vezes assume carácter epífito, ocorrendo sobre as coberturas de musgos que revestem os troncos e nas manchas mais secas das formações de Sphagnum e de Polytrichum. Apesar de preferir zonas húmidas, tolera alguma secura, ocorrendo como espécie pioneira sobre escórias vulcânicas.